# 渡辺信一郎 (文化人類学者)
渡辺信一郎（わたなべ　しんいちろう、1934年12月23日 ‐ 2004年2月4日）は、江戸庶民文化研究者、古川柳研究者。別名・蕣露庵主人。

## 人物
東京生まれ。早稲田大学卒業。東京都立高校で国語教諭を務めるかたわら、20代から古川柳の研究を始め、多数の著書を著す。1992年から1995年まで東京都立深沢高等学校校長。近世庶民の生活文化、特に性的な面に関する一般向け書物の著者としては花咲一男と並ぶ第一人者である。

## 著書
- 『川柳江戸女の一生』太平書屋 1991
- 『江戸の女たちのトイレ　絵図と川柳にみる排泄文化』TOTO出版 1993
- 『江戸の女たちのグルメ事情　絵図と川柳にみる食文化』TOTO出版 1994
- 『江戸の粋・短詩型文学・前句附け』三樹書房 1994
- 『江戸の寺子屋と子供たち』三樹書房 1995
- 『江戸川柳飲食事典』東京堂出版 1996
- 『江戸の庶民が拓いた食文化』三樹書房 1996
- 『江戸の女たちの湯浴み　川柳にみる沐浴文化』新潮選書 1996
- 『江戸の女たちの縁をもやう赤い糸 絵図と川柳にみる神仏信仰と迷信』斉藤編集事務所 1996
- 『江戸の生業事典』東京堂出版 1997
- 『江戸川柳』岩波書店（同時代ライブラリー）1998
- 『江戸の女たちの月華考 川柳に描かれた褻の文化を探る』葉文館出版 1999
- 『江戸の洒落絵入りことば遊びを読む』東京堂出版 2000
- 『江戸のおしゃべり　川柳にみる男と女』平凡社新書 2000
- 『江戸の庶民生活・行事事典』東京堂出版 2000
- 『江戸バレ句戀の色直し』集英社新書 2000
- 『江戸の知られざる風俗　川柳で読む江戸文化』ちくま新書 2001
- 『江戸の化粧　川柳で知る女の文化』平凡社新書 2002
- 『江戸のおトイレ』新潮選書 2002
- 『大江戸庶民のあっと驚く生活考　意外な風俗、しきたり、信仰心がわかる本』青春出版社 2003
- 『江戸の閨房術』新潮選書 2005
- 『江戸の性愛術』新潮選書 2006
- 『江戸の媚薬術』新潮選書 2007

## 蕣露庵主人名義
- 『花秘めやかなれど 江戸川柳』三樹書房 1993.9
- 『江戸の艶本と艶句を愉しむ 性愛文化を繙く』三樹書房 1994　のち『…バレ句…』と改題
- 『江戸艶句『柳の葉末』を愉しむ 幻の古川柳・全解釈』三樹書房 1995
- 『江戸の艶道を愉しむ 性愛文化の探究』三樹書房 1995
- 『江戸の色道 性愛文化を繙く禁断の絵図と古川柳　男色篇／女色篇』葉文館出版 1996
- 『江戸破礼句・梅の宝匣 後期柳多留の艶句を愉しむ』三樹書房 1996
- 『江戸破礼句・櫻の寶匣 後期柳多留の艶句を愉しむ その2』三樹書房 1997
- 『江戸庶民の性愛文化を愉しむ』三樹書房 1998
- 『江戸の色道指南書の系譜 凄絶なる性愛文化を探る』葉文館出版 1998
- 『江戸の秘薬 女悦丸・長命丸・帆柱丸 古川柳と絵図と文献による閨房文化』葉文館出版 1999
- 『秘薬秘具事典  江戸の性愛文化 文献と絵図と川柳で繙く』三樹書房 2003